# Virtuous Husbands
Virtuous Husbands è un cortometraggio muto del 1919 diretto da John G. Blystone.

## Produzione
Il film fu prodotto dalla Fox Film Corporation (come Sunshine Comedies).

## Distribuzione
Distribuito dalla Fox Film Corporation, il film - un cortometraggio in due bobine - uscì nelle sale cinematografiche USA il 25 maggio 1919.